# Annone Veneto
Pour les articles homonymes, voir Annone.
Annone Veneto est une commune italienne de la ville métropolitaine de Venise dans la région Vénétie en Italie.

## Administration
| Période                                  | Période | Identité | Étiquette | Qualité |
| ---------------------------------------- | ------- | -------- | --------- | ------- |
|                                          |         |          |           |         |
| Les données manquantes sont à compléter. |         |          |           |         |

### Hameaux
Giai, Spadacenta, Loncon

### Communes limitrophes
Meduna di Livenza, Motta di Livenza, Portogruaro, Pramaggiore, Pravisdomini, Santo Stino di Livenza

### Jumelages
- Saint-Astier (France) depuis 2018[2].